# Escritores ilustres madrileños
Escritores ilustres madrileños es una obra de Arturo Viala, publicada por primera vez en 1879.

## Descripción
La obra, subtitulada «apuntes para un album biográfico-literario», salió del establecimiento tipográfico que Segundo Martínez regentaba en la madrileña travesía de San Mateo en una primera edición de 1879. En una nota dirigida al lector, el autor, Arturo Viala, explica el propósito con las siguientes palabras:

«Doy estos Apuntes á la prensa sin otra pretension que la de facilitar á la niñez un texto de lectura y análisis gramatical, por donde pueda conocer, siquiera someramente, las biografías y los títulos de las principales obras de los poetas, literatos y escritores madrileños, gloria del pueblo en que nacieron y legítimo orgullo de la pátria. Si el éxito corresponde á mi deseo, lo que hoy es desaliñado ensayo, acaso se convierta en breve tiempo en un libro ameno y por muchos conceptos provechoso»
Viala, en una nota titulada «Advertencia al lector»

En poco más de setenta páginas, se incluyen, en el orden que sigue, reseñas biográficas de Alonso de Ercilla, Lope de Vega, Antonio Pérez, Francisco de Quevedo, el Príncipe de Esquilache, Tirso de Molina, Salas Barbadillo, Calderón de la Barca, Juan Eusebio Nieremberg, Gabriel Bocángel, Juan Pérez de Montalbán, Juan Caramuel, Agustín Moreto, Juan de la Hoz y Mota, Francisco Santos, Juan de Zabaleta, Gaspar Ibáñez de Segovia, marqués de Mondéjar, Antonio de Zamora, José de Cañizares, Ramón de la Cruz, Nicolás y Leandro Fernández de Moratín, Nicasio Álvarez de Cienfuegos, Juan Bautista de Arriaza, José Mamerto Gómez Hermosilla, Manuel José Quintana, Mariano José de Larra, «Fígaro», Antonio Ferrer del Río y Francisco Zea. En las últimas páginas, Viala se excusa por no haber incluido la biografía de figuras como Ramón de Mesonero Romanos, Juan Eugenio Hartzenbusch y Manuel María José de Galdo.